# Checoslovaquia en los Juegos Olímpicos de Moscú 1980
Checoslovaquia estuvo representada en los Juegos Olímpicos de Moscú 1980 por un total de 209 deportistas que compitieron en 21 deportes.  
El portador de la bandera en la ceremonia de apertura fue el luchador Vítězslav Mácha.

## Medallistas
El equipo olímpico checoslovaco obtuvo las siguientes medallas:
| Nombre                                                     | Deporte             | Competición            |
| ---------------------------------------------------------- | ------------------- | ---------------------- |
| Oro                                                        |                     |                        |
| Equipo                                                     | Fútbol              | Torneo M               |
| Ota Zaremba                                                | Halterofilia        | 100 kg M               |
| Plata                                                      |                     |                        |
| Imrich Bugár                                               | Atletismo           | Disco M                |
| Jarmila Kratochvílová                                      | Atletismo           | 400 m F                |
| Equipo                                                     | Hockey sobre hierba | Torneo M               |
| Bronce                                                     |                     |                        |
| Ján Franek                                                 | Boxeo               | Superwélter (71 kg) M  |
| Teodor Černý Martin Penc Jiří Pokorný Igor Sláma           | Ciclismo en pista   | Persecución por eqs. M |
| Michal Klasa Vlastibor Konečný Alipi Kostadinov Jiří Škoda | Ciclismo en ruta    | Ruta por eqs. M        |
| Jiří Tabák                                                 | Gimnasia artística  | Anillas M              |
| Dušan Poliačik                                             | Halterofilia        | 82,5 kg M              |
| Vladimír Kocman                                            | Judo                | +95 kg M               |
| Dan Karabin                                                | Lucha libre         | 74 kg M                |
| Július Strnisko                                            | Lucha libre         | 100 kg M               |
| Zdeněk Pecka Václav Vochoska                               | Remo                | Doble scull (M2x) M    |